# شعار بالاو
شعار الكونغرس الوطني لبالاو هو أيضاً شعار بالاو, وهو يمثل أيضاً الشعار القديم لاقليم الثقة لجزر المحيط الهادئ.